# یوکیو شیمومورا
یوکیو شیمومورا (به انگلیسی: Yukio Shimomura) بازیکن فوتبال اهل ژاپن و عضو تیم ملی فوتبال ژاپن است که در تاریخ ۰۹ اکتبر ۱۹۵۵ میلادی اولین بازی ملی‌اش را انجام داد. او در ۱ بازی ملی حضور داشت و آخرین بازی ملی خود را در تاریخ ۹ اکتبر ۱۹۵۵ میلادی انجام داد. یوکیو شیمومورا در بازی‌های ملی‌اش
گلی به ثمر نرساند.